# Paragorgia arborea
Paragorgia arborea  (лат.) — вид коралловых полипов из отряда Alcyonacea. Ветви коралла образуют плоскую сеть высотой до 2,5 метров.
Распространены в северной части Тихого и Атлантического океанов (от Норвегии, Фарерских островов, Исландии и Гренландии до Новой Шотландии), а также у побережья Патагонии и Фолклендских островов. Обитают на глубине более 200 м, где температура воды составляет 4—8 °C. 